# Землетрус у Танзанії 2016 року
Землетрус величини 5.9 відбувся в Танзанії 27 кілометрів (17 миль) схід на північний схід від Нсунга, регіон Кагера, 10 вересня на глибині 30 кілометрів (25 миль). Шок мав максимальну інтенсивність VII ("дуже сильний"). Дев'ятнадцять людей було вбито та 253 поранено в Танзанії, тоді як четверо людей були вбиті в Камулі та ще сім поранено в районі Ракай сусідньої Уганди.

## Жертви та збитки
Щонайменше 19 людей було вбито та 253 поранено в Танзанії, причому більша частина жертв сталася в місті Букоба, яке зазнало широких збитків. Як повідомлялося, безпосередньо після землетрусу головна лікарня була розширена за межі своїх можливостей, і в ній не вистачало запасів ліків, а електроенергія та телекомунікаційні послуги були порушені. 12 вересня офіс прем'єр-міністра Танзанії Касима Маджаліви повідомив, що в результаті землетрусу було зруйновано щонайменше 840 будинків, ще 1,264 були серйозно пошкоджені, через що тисячі людей залишилися без даху над головою.
В Уганді найбільше постраждав підрайон Кіебе поблизу Какууто, де в Мінзійро впало близько 78 будинків, а в Каннабулему — понад 40 інших, включаючи поліцейський пост. Щонайменше чотири людини загинули, ще семеро отримали поранення по всій країні.
Тремор також відчули в Бурунді, ДРК, Кенії та Руанді.

### Відповідь
Члени Танзанійського Червоного Хреста брали участь у операціях з надання допомоги та порятунку після землетрусу за допомогою волонтерів з усієї країни, а також із сусідніх Уганди та Кенії.
Президент Танзанії Джон Магуфулі відклав візит до Замбії, щоб взяти на себе відповідальність за урядові зусилля по наданню допомоги а його кенійський колега Ухуру Кеніятта висловив солідарність з жителями Танзанії та наказав силам оборони Кенії перевезти залізні листи, ковдри та матраци. у відповідь на лихо.

## Дивитися також
- 1966 землетрус Торо
- Землетрус у озері Танганьїка 2005 року
- Список землетрусів у 2016 році